# Lily Fayol
Pour les articles homonymes, voir Lily et Fayol.
Lily Fayol, née le 12 juin 1914 à Allevard (Isère) et morte le 15 mai 1999 à Saint-Raphaël (Var), est une chanteuse fantaisiste française.

## Biographie
La carrière artistique de Lily Fayol débute peu avant la Seconde Guerre mondiale mais ses plus grands succès datent des années 1940 (La Guitare à Chiquita, Le gros Bill, Le Régiment des mandolines, Le Chapeau à plumes, Les Trois Bandits de Napoli, La Cane du Canada, La Bouteille, etc.).
Lily Fayol a également joué dans plusieurs films (La Tournée des grands ducs, 1953 ; La Gueule de l'autre, 1979, etc.).
En 1950, elle a le premier rôle de l'opérette Annie du Far West, adaptation française de la comédie musicale d'Irving Berlin Anny Get Your Gun, aux côtés de Marcel Merkès au théâtre du Châtelet.
Mariée au champion cycliste Maurice Roux, Lily Fayol s'est retirée dans l’hôtellerie après avoir quitté la scène. Elle est morte à Saint-Raphaël, le 15 mai 1999.

## Filmographie succincte

### Cinéma
- 1946 : Monsieur Grégoire s'évade de Jacques Daniel-Norman
- 1949 : Marlène de Pierre de Hérain
- 1953 : La Tournée des grands ducs de Norbert Carbonnaux
- 1977 : La nuit, tous les chats sont gris de Gérard Zingg
- 1979 : La Gueule de l'autre de Pierre Tchernia
- 1980 : Le Guignolo de Georges Lautner

### Télévision
- 1976 : Les Cinq Dernières Minutes, épisode Les Petits d'une autre planète de Claude Loursais : Émilie Bordebure
- 1980 : Médecins de nuit de Jean-Pierre Prévost, épisode : La Pension Michel (série télévisée) : Eulalie de Sabert
- 1982 : Le Voyageur imprudent de Pierre Tchernia